# Huszár Gál Városi Könyvtár
A Huszár Gál Városi Könyvtár Mosonmagyaróvár városának könyvtára. Nevét Huszár Gál nyomdász, vándorprédikátorról kapta, aki a 16. század közepén élt és tevékenykedett a városban. A könyvtár 2019. január 1. óta a Flesch Károly Közművelődési, Könyvtári, Kulturális és Városmarketing Közhasznú Nonprofit Korlátolt Felelősségű Társaság divíziójaként működik.

## Története
Magyaróvár első „közkönyvtára” Czéh Sándor nyomdász nevéhez fűződött, aki nyomdája mellett 1838-tól könyvkereskedést és „olvasótárat” is működtetett. 1951-ben nyílt meg Mosonmagyaróváron, a mosoni városrészben, az egykori Mocca kávéház épületében az első általános gyűjtőkörű nyilvános közkönyvtár, amely szolgáltatásaival a város lakosságának rendelkezésére állt. 1952 decemberében megváltozott a könyvtár elnevezése és egyben bővült a funkciója: járási könyvtár lett. A könyvtár feladatul kapta a községi letétek gondozását, új letétek létrehozását is.  1953-ban már 23 népkönyvtár (letéti könyvtár) tartozott a járási könyvtárhoz. Az 1950-es évek végén, az 1960-as évek elején többször volt kénytelen a könyvtár új épületekbe költözni, így nem túlzás a „vándorkönyvtár” elnevezés sem. 1963-ban a mosoni fiókkönyvtár önálló egységként városi könyvtár lett, 1965-ben pedig egy gyermekkönyvtári fiókot is létesítettek a magyaróvári városrészben. 1972-ben a járási könyvtár fenntartását a városi tanács vette át, amit így egyesítettek a régi városi könyvtárral és fiókjaival. A könyvtár elnevezése Városi-Járási Könyvtárra változott. Az új könyvtárat a Járási Kultúrház volt színházterméből alakították ki és 1974. augusztus 18-án adták át. 1974-ől a központi könyvtár mellett a mosoni és a városközponti fiókok is az olvasók rendelkezésére álltak.
1984. augusztus 19-én adták át rendeltetésének azt az új közművelődési épületegyüttest, amelyben a művelődési központ és a könyvtár mellett a zeneiskola is helyet kapott. A könyvtár ekkor vette fel Huszár Gálnak, a 16. században a városban élt nyomdásznak és prédikátornak a nevét. A könyvtár alapterülete mellett, felszereltsége is figyelemreméltó volt: alsó szintjén alakították ki az önálló gyermekkönyvtárat 40 személyes foglalkoztatóval. Az olvasói terekben egyszerre 80 felnőtt és 40 gyerek számára volt ülőhely.  Újdonság volt a zenei könyvtár: 20 hallgatóhelyen lehetett zenét, mesét hallgatni. Külön helyiséget kapott a helyismereti gyűjtemény. Az 1990-es évek gazdasági-politikai, kulturális változásai a könyvtár életére is hatással voltak. A szabadabbá vált könyv- és folyóirat kiadás növekvő számú és árú, különböző minőségű termékeivel a dokumentumok beszerzési kerete nem növekedett arányosan, a könyvtár minden téren takarékoskodni kényszerült. 1991. július 1-jétől gazdasági okokból át kellett szervezni a könyvtár olvasószolgálatát: a földszinti gyermekkönyvtár az emeletre költözött, helyiségeiben bútorbolt kapott helyet. Emellett két irodát is kénytelenek voltak bérbe adni. Az irodák bérbe adása csupán időleges volt, a volt gyermekkönyvtár azonban csak 2003 nyarán szabadult fel. Itt alakították ki az Info-Pontot és a rendezvénytermet. A könyvtárak finanszírozása többforrásúvá vált, a költségvetést különféle pályázati lehetőségek egészítették ki. A pályázati úton elnyert pénzekből vásárolták meg az első számítógépeket, amikkel a könyvtári dolgozók megkezdték az ismerkedést. 
Az 1990-es évek elején indult el a videokazetták kölcsönzése klubtagsághoz kötötten. 1993-ban a bibliotékában tankönyvbemutatóhely létesült. A térség pedagógusait segítve a tankönyvek kiválasztásában, a tankönyvbemutatóhely a 2010-es évek elejéig működött.
1996 októberében a magyaróvári fiókkönyvtár, ami a belvárosban, a központi könyvtár helyén működött (Mosonmagyaróvár, Fő út 26.) a majoroki városrészben, az Ujhelyi Imre Általános Iskola épületében kapott helyet. 1997-ben, Győr-Moson-Sopron megyei könyvtárak közül elsőként volt lehetőség az internet használatára nyolc számítógépen. A gyerekkönyvtárban ezzel egy időben két multimédiás számítógépen használhatták az ismeretterjesztő, illetve játékokat tartalmazó CD-ROM-okat. 1998-ban Mosonmagyaróvár város Önkormányzata elnyerte a „Könyvtárpártoló Önkormányzat” kitüntetést. 1998 folyamán, kétéves előmunkálatok után megkezdődött a számítógépes kölcsönzés, integrált könyvtári rendszerek használatával (SR-LIB, majd HunTéka - Qulto). 1998 októberében megnyílt az Info-Tár a volt zenei könyvtár helyiségében. Öt multimédiás számítógépen ingyenesen lehetett használni az internetet. 2000 tavaszán beszélő számítógépet állítottak üzembe a vakok és gyengénlátók részére, sőt a hangkazettákon lévő hangoskönyvekhez magnetofonokat is lehetett kölcsönözni. 2000-ben a Huszár Gál Városi Könyvtár kapta meg a Nemzeti Kulturális Örökség Minisztériumától az „Év Könyvtára” címet. 2001 szeptemberében elköltözött a mosoni fiókkönyvtár a Szent István király útja 109-ből a Szent István király útja 98. alá. 2003 júniusában került sor az Into-Pont átadására. Kétszáz címet tartalmazó hírlapolvasót alakítottak itt ki, valamint öt számítógépen volt lehetőség az internet használatára. Itt kapott helyet az art-videotéka, CD-ket, DVD-ket kölcsönözhettek a klubtagok. A mozgáskorlátozottak szármára rámpát és mosdót alakítottak ki, a könyvtár földszinti részének megközelítése így akadálymentessé vált. 2006-ban indultak meg az Info-Ponton az idősebb korosztályhoz tartozók részére a felhasználóképzések, a Nagyinet tanfolyamok. 2007-ben kezdődött meg az újudvari fiókkönyvtár kialakítása és megvalósítása. A településrész 2010-ben kivált Mosonmagyaróvárból, Mosonudvar néven önálló község lett, könyvtára pedig a könyvtári ellátórendszerhez csatlakozott. 2011 folyamán takarékossági okokból megszüntették mind a mosoni és mind a majoroki fiókkönyvtárakat. Az átszervezés és a leépítések következtében a könyvtár dolgozóinak létszáma 24-ről 19-re csökkent. 2012 folyamán elkészült az oktatóterem (volt zenei könyvtár, Info-Tár), 2013 januárjában a Nagyinet tanfolyam már az új helyiségben indult. 2014 tavaszán részlegesen megújult az emeleti kölcsönzői tér, megváltozott a könyvespolcok elrendezése.
2019. január 1-jétől a Huszár Gál Városi Könyvtár a Flesch Károly Nonprofit Kft. divíziójaként működik, szakmailag önálló, munkáját a szakmai vezető irányítja. 2019 nyarán megkezdődött az intézmény energetikai korszerűsítése egy TOP-os pályázat megvalósulásának keretében. A felújítás a teljes épületet érintette: a nyílászárókat és fűtőtesteket kicserélték, megtörtént a világítás és a fűtés korszerűsítése, az épület továbbá napelemekkel bővült. Az említett pályázat megvalósítása során az energetikai korszerűsítés mellett akadálymentesítés is történt. Ennek keretében könyvtár régi teherliftjének helyét egy új, korszerű személyfelvonó vette át, továbbá egy akadálymentes mosdó is kialakításra került, ezáltal a mozgáskorlátozott látogatók is igénybe tudják venni az emeleten található szolgáltatásokat. 2021 januárjától egy újabb projekt vette kezdetét: Mosonmagyaróvár Város Önkormányzata szervezésében egy CLLD pályázatnak (A Huszár Gál Városi Könyvtár funkcióbővítő felújítása) köszönhetően a könyvtár emeleti szintjén a teljes burkolat, a polcrendszer és az olvasószolgálati pult cseréje történt meg. A fenntartónak köszönhetően a kiállítótér, a lépcsőház és a teljes emeleti tér tisztasági festése, valamint a látogatói vizesblokkok felújítása is megvalósult. A funkcióbővítő felújításnak köszönhetően a teljes emeleti tér megújult küllemében: a felújítás óta egy letisztult, friss, 21. századi elvárásoknak megfelelő könyvtár fogadja a látogatókat. A két felújítási projekt közötti „békeidőben” a koronavírus-járvány különböző intenzitású hullámai veszélyeztették a használóközpontúság megvalósítását. Rövid sokk és home office-ban aktívan eltöltött idő után a könyvtárosok alkalmazkodtak, kreatív energiáikat mozgósítva − országos szinten az elsők között − innovációkat („online kölcsönzés”, papírszínház a YouTube-csatornán) vezette be. 2020-ban az intézmény, a Flesch Nonprofit Kft.-vel együtt elnyerte a Családbarát Szolgáltató Hely tanúsító védjegy bronz fokozatát, mely tanúsítványt 2023-ban megújítottak. 2022-ben pedig Kutyabarát hely tanúsító védjegyet kapott. 2022-ben a Huszár Gál Városi Könyvtár elnyerte a Minősített Könyvtár címet.

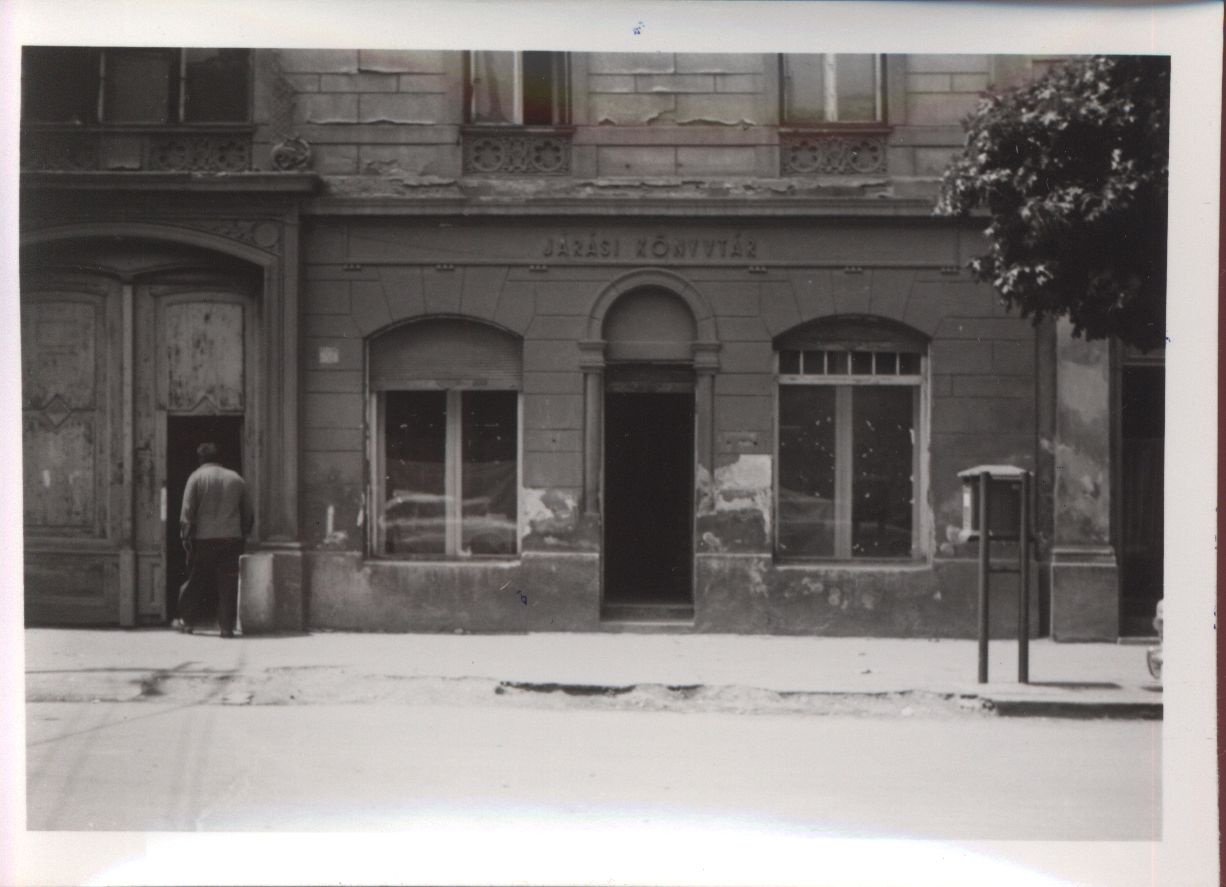
A Járási Könyvtár egykori épülete a Magyar utcán
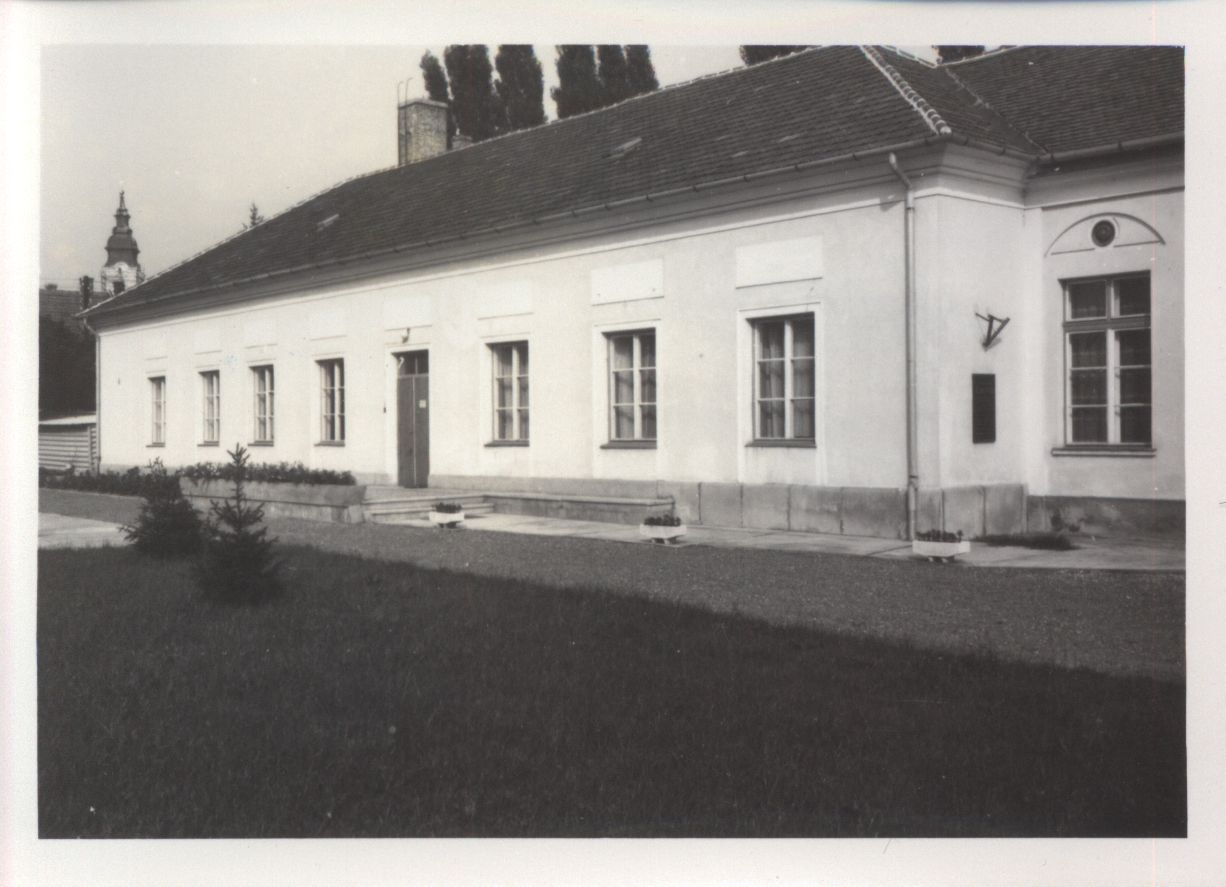
Városi-Járási Könyvtár (1970-es évek)
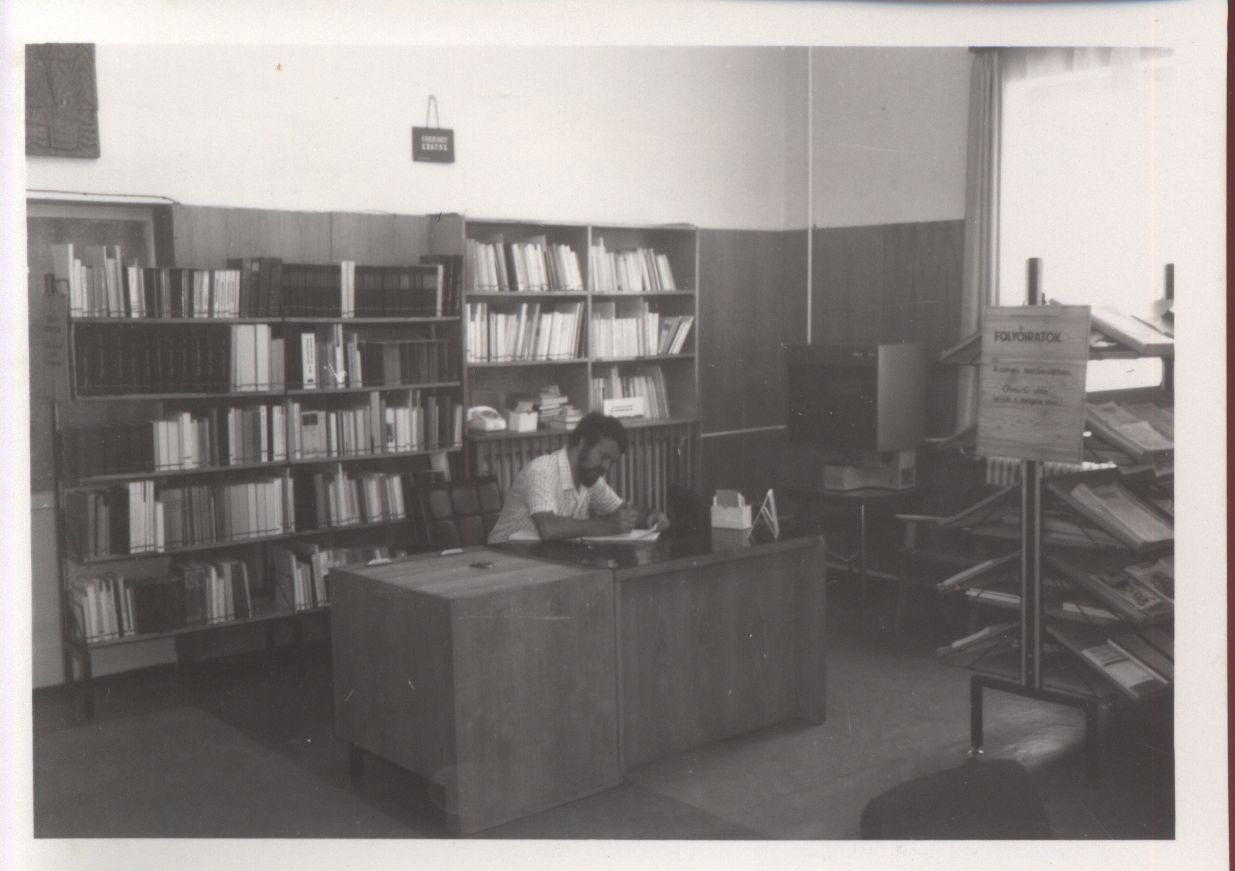
Városi-Járási Könyvtár, Tuba László     könyvtárigazgató (1970-es évek)
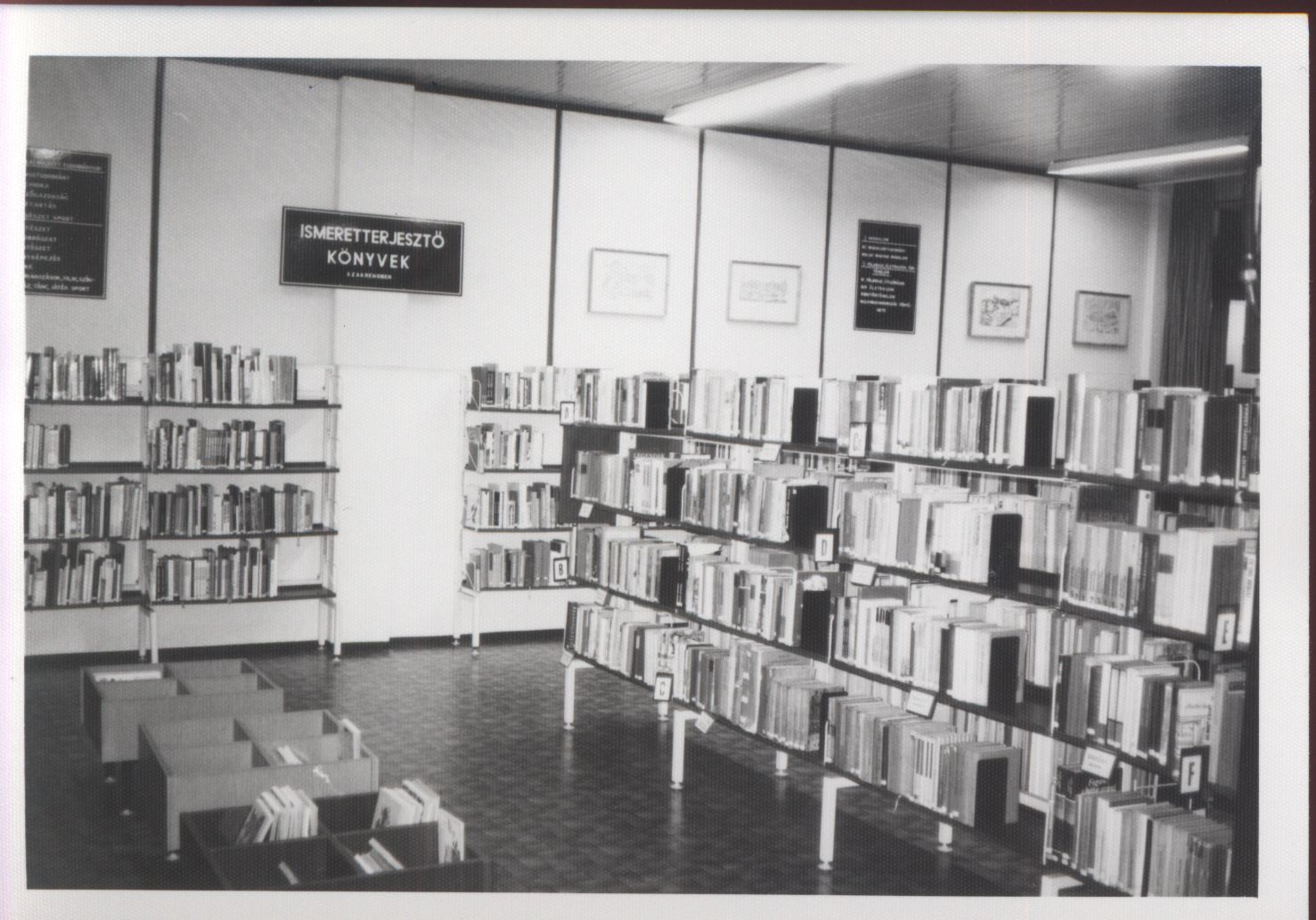
Huszár Gál Városi Könyvtár (1980-as évek)

## Vezetői
A névsor tartalmazza a jogelőd intézmények vezetőinek nevét is.
- Pammer Pál (1951)
- Boros Józsefné (1951-1952)
- Zoványi Aranka (1952-1955)
- Sinay Jenő (1955-1961)
- Thullner István (1961-1965)
- Tuba László (1966-1993)
- Gyurics Zoltánné (1993)
- Dr. Keszei Károlyné (1993-2003)
- Gyurics Zoltánné (2004-2018)
- Pázsit Marianna szakmai vezető (2019-)
- Pap Alexandra megbízott szakmai vezető (2022-)

## Szolgáltatási pontok
- Kultúrkert
- Info-Pont
- Rendezvényterem
- Kiállítótér
- Gyermekkönyvtár
- Felnőtt olvasói tér
- Kutatószoba/Klubhelyiség
- Oktatóterem
- Helyismereti Gyűjtemény

## A könyvtár szolgáltatásai
A Huszár Gál Városi Könyvtár széles körű, folyamatosan bővülő, a felhasználói igényekhez alkalmazkodó szolgáltatásokkal várja látogatóit, melyekről részletes információt a könyvtár honlapján talál.

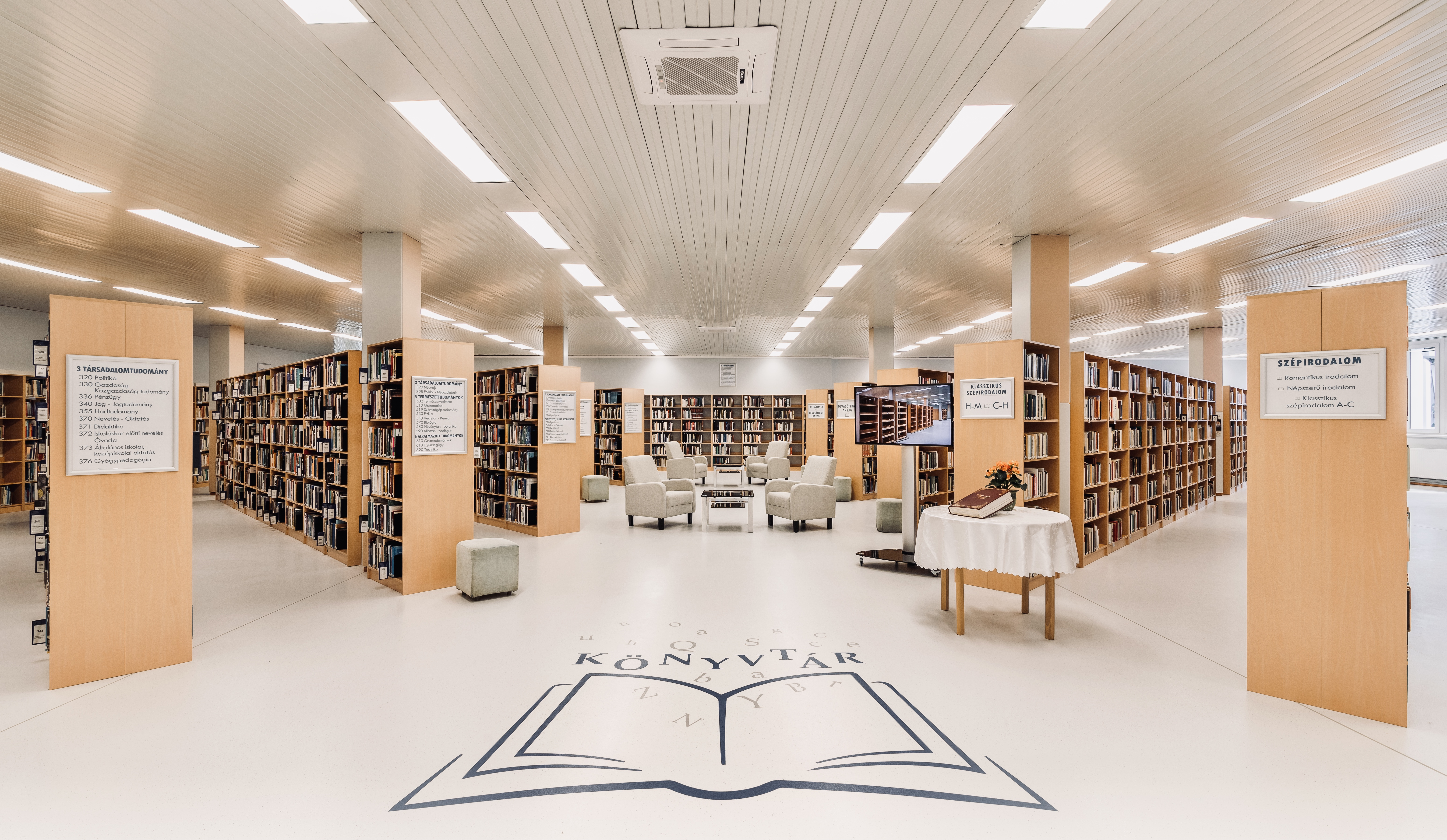
A Huszár Gál Városi Könyvtár felnőtt olvasói tere
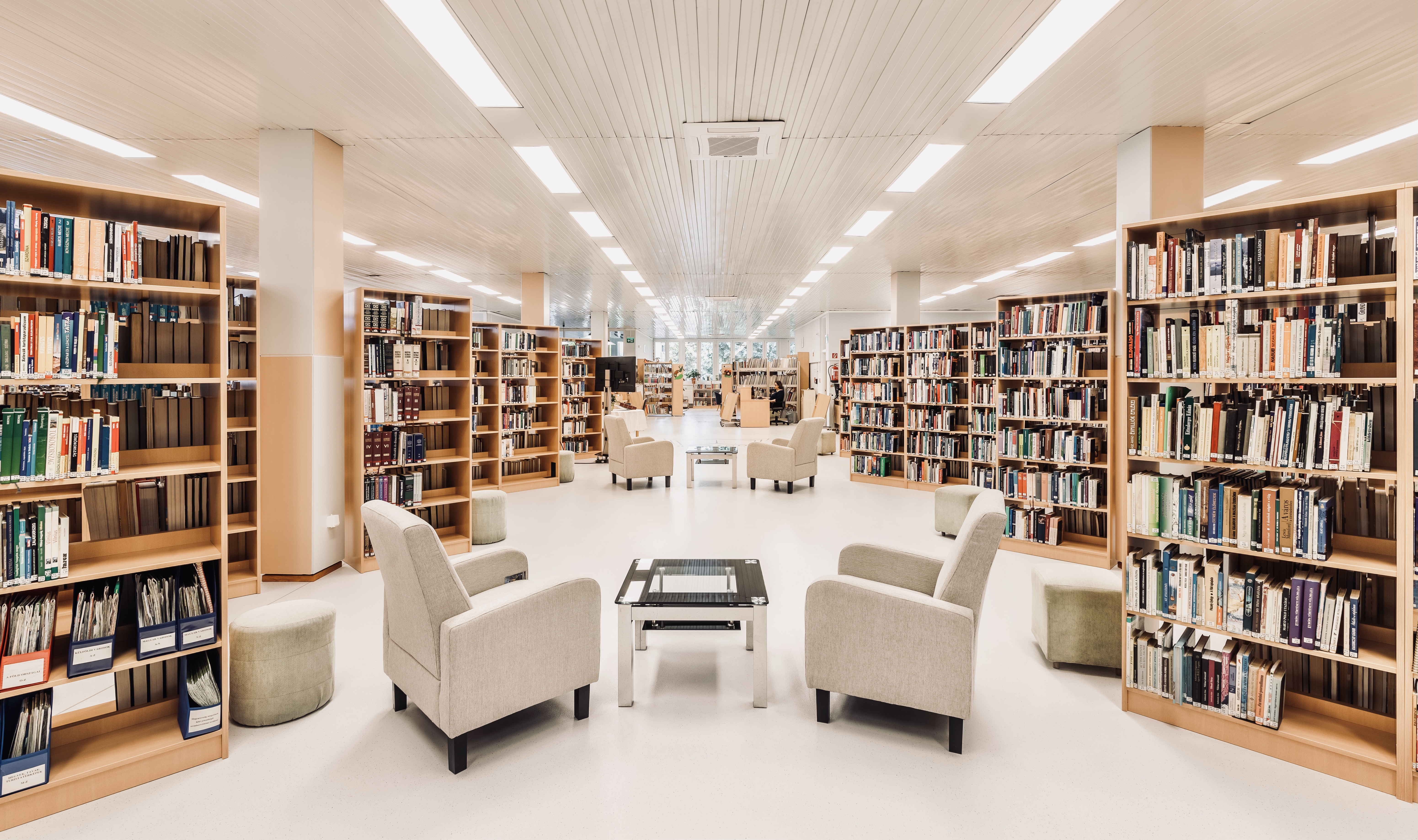
A Huszár Gál Városi Könyvtár felnőtt olvasói tere
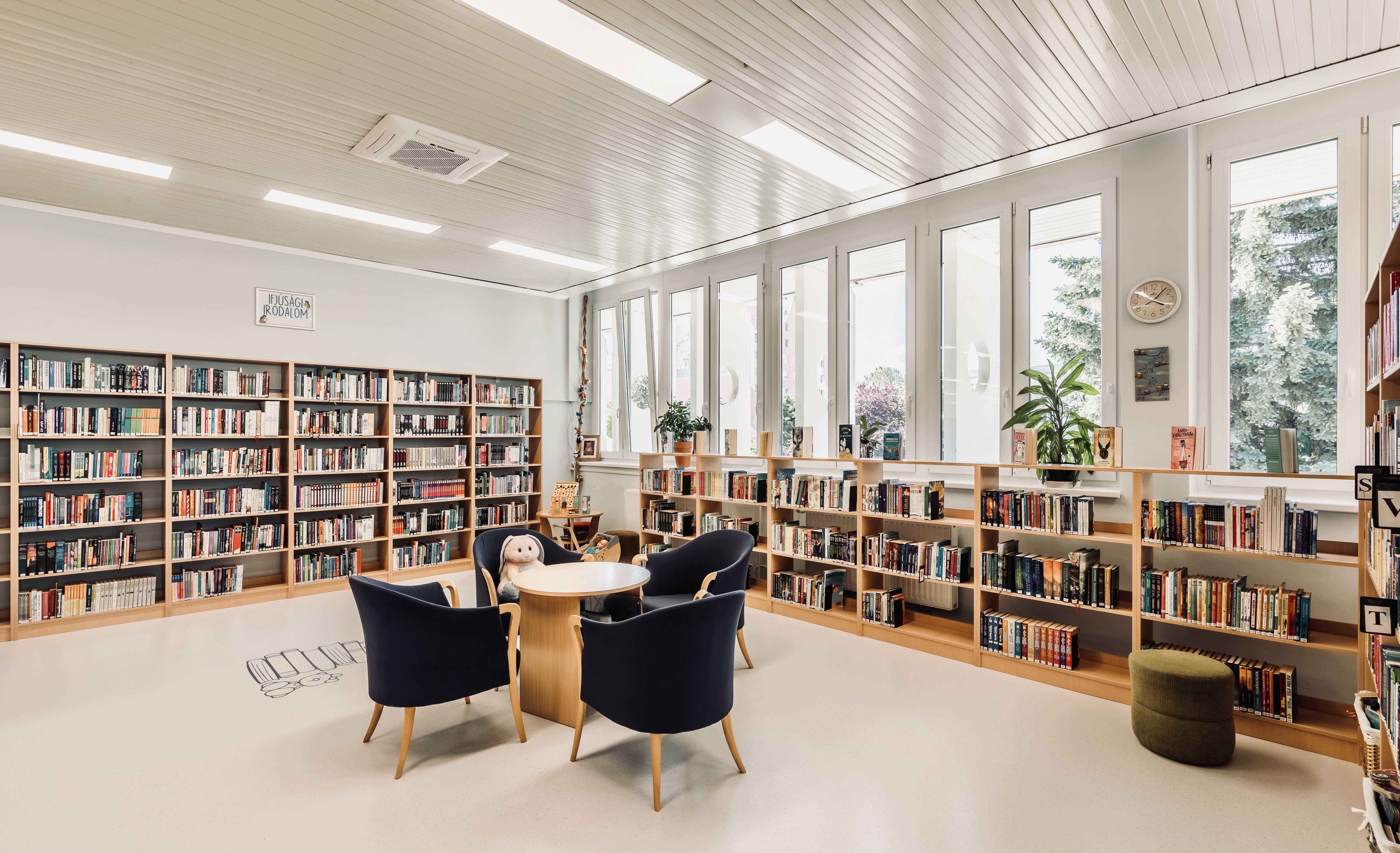
A Huszár Gál Városi Könyvtár gyermekkönyvtára
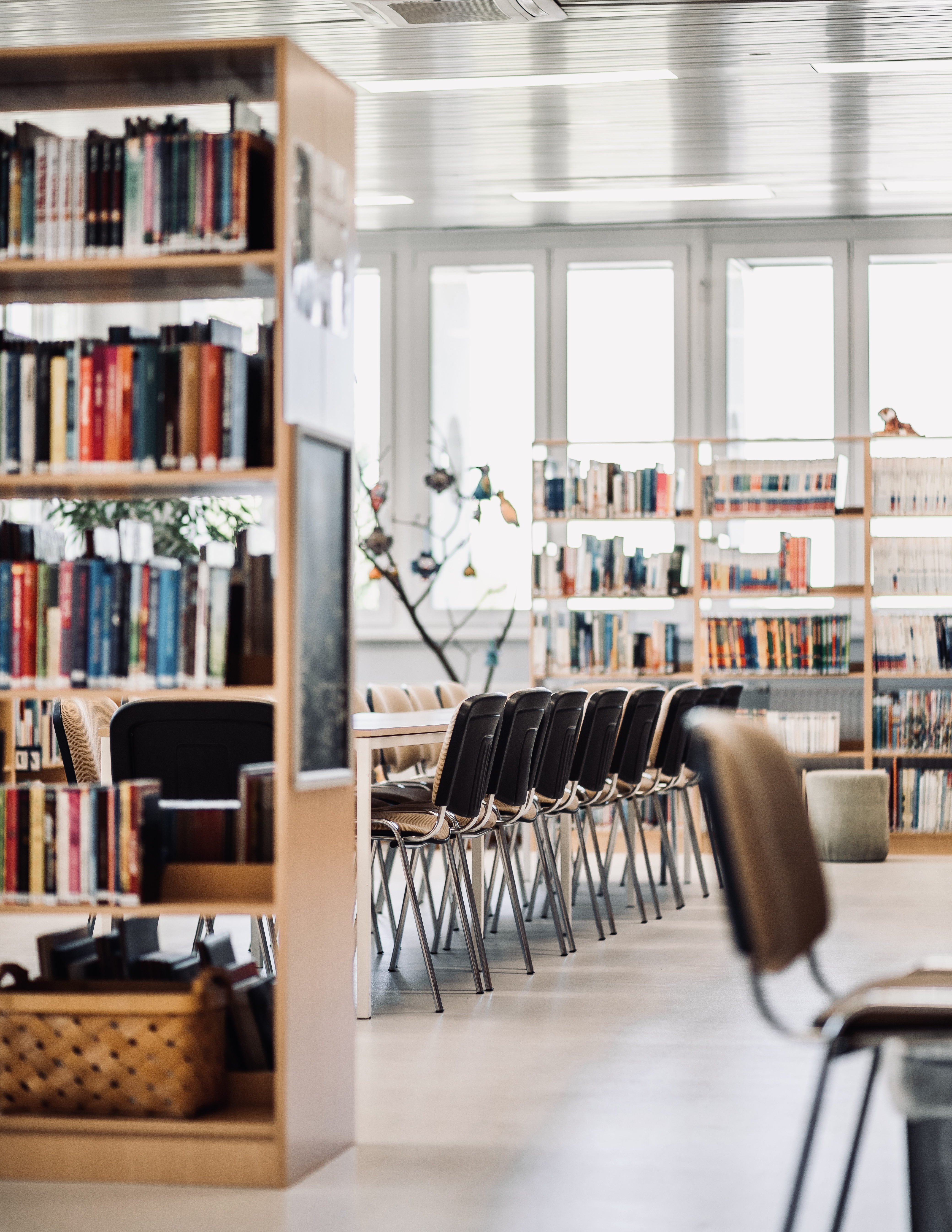
A Huszár Gál Városi Könyvtár gyermekkönyvtára
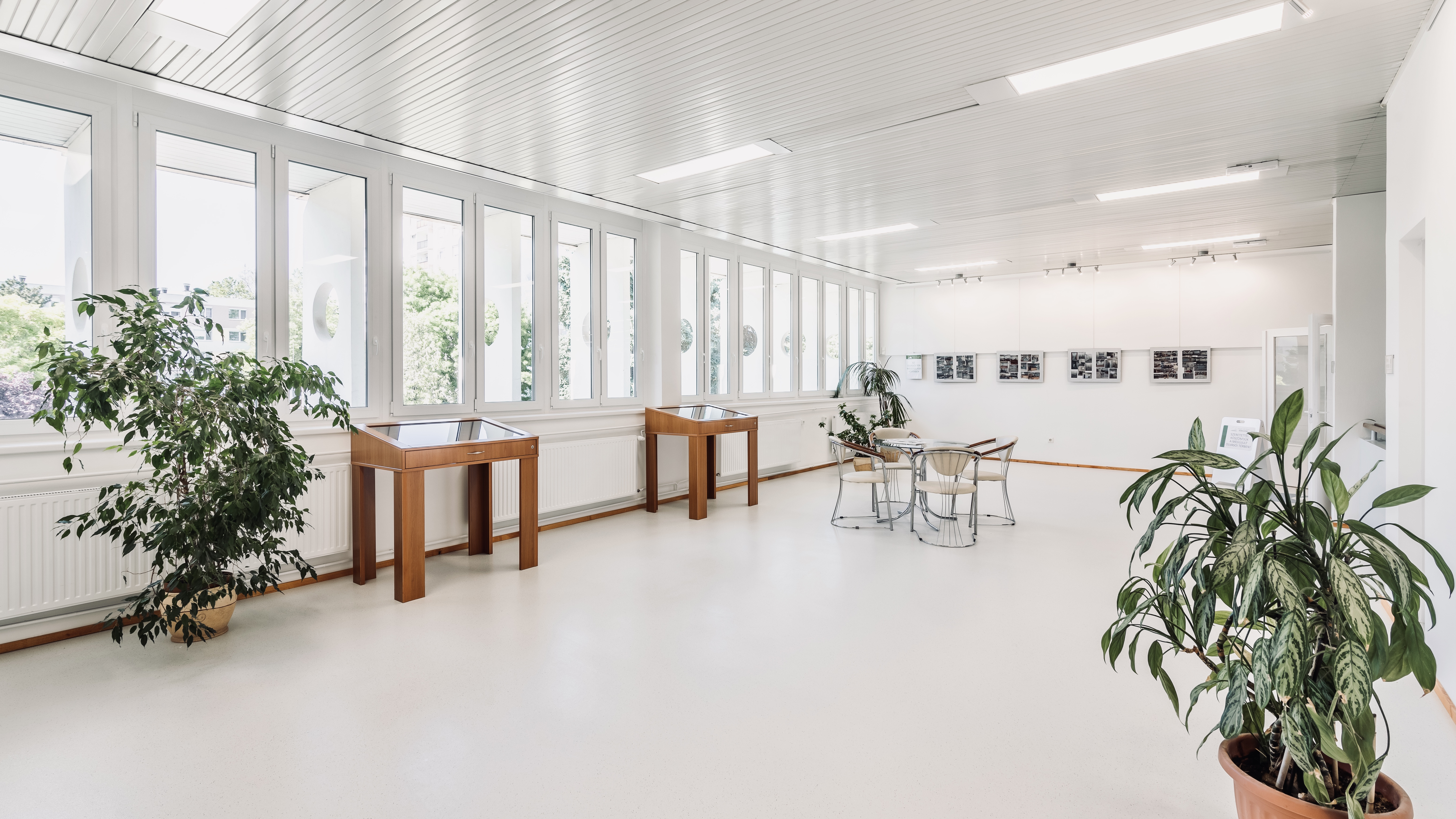
A Huszár Gál Városi Könyvtár kiállítótere
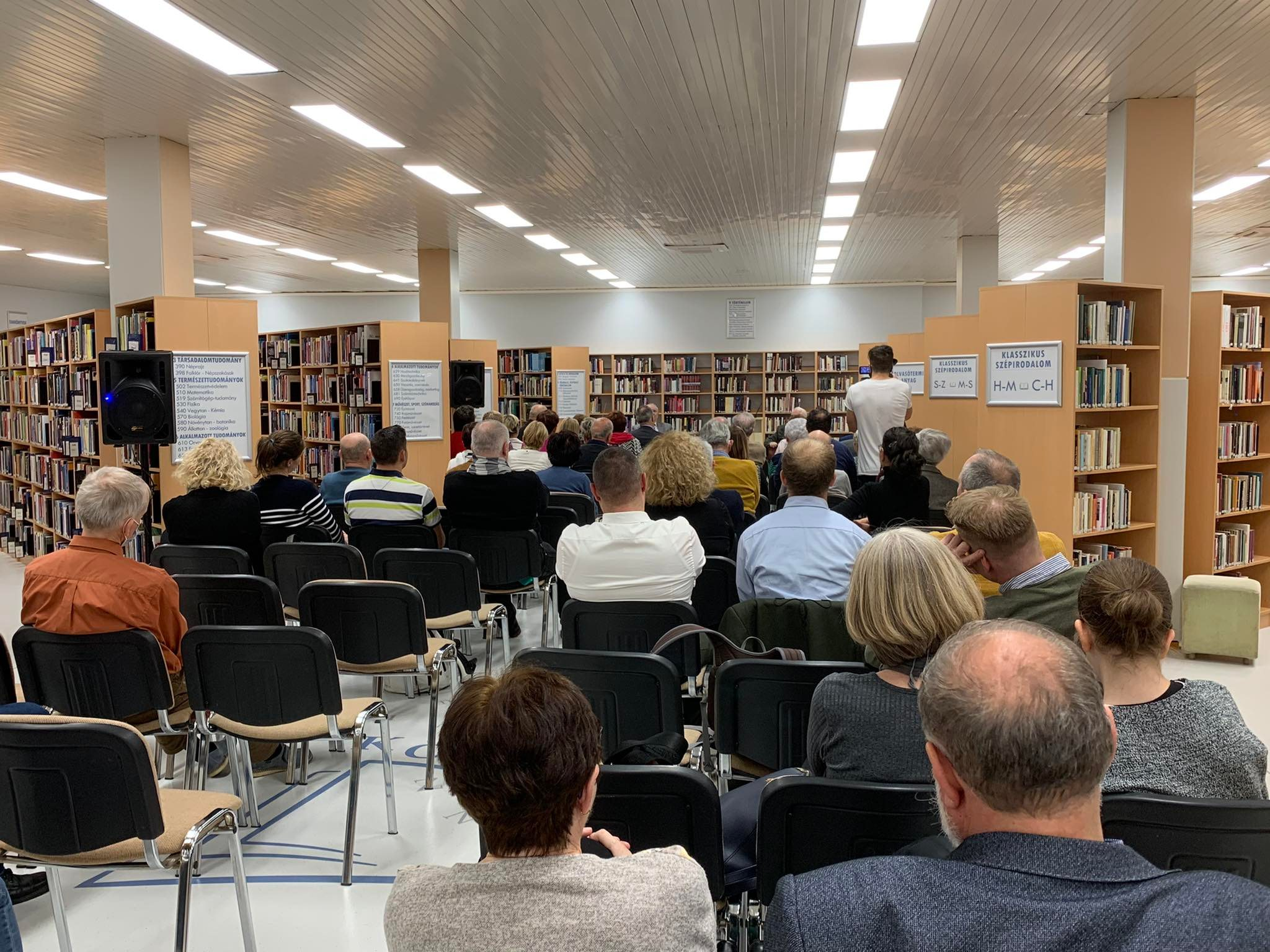
Rendezvény a Huszár Gál Városi Könyvtár felnőtt olvasói terében
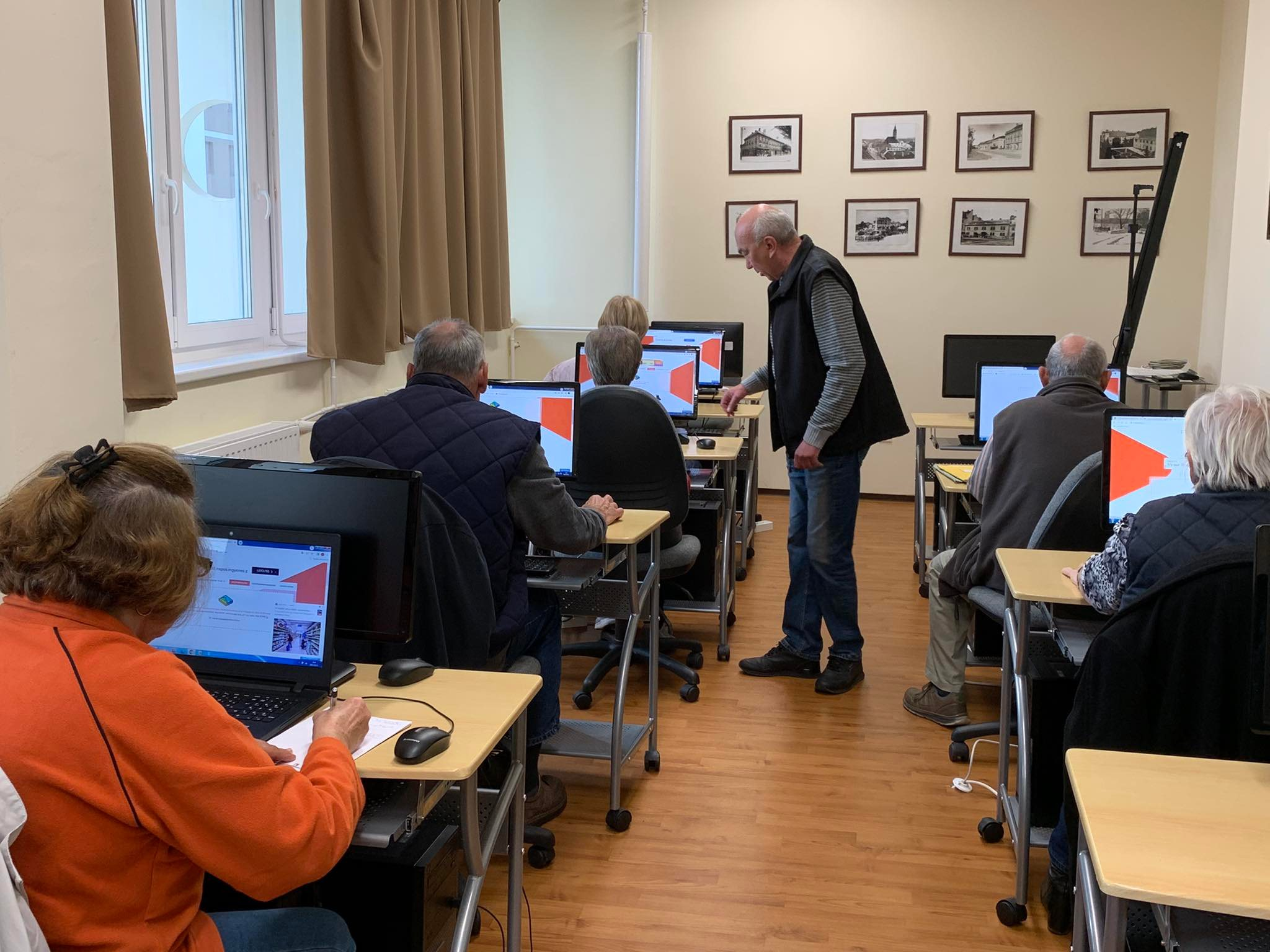
Internethasználói tanfolyam a Huszár Gál Városi Könyvtár oktatótermében
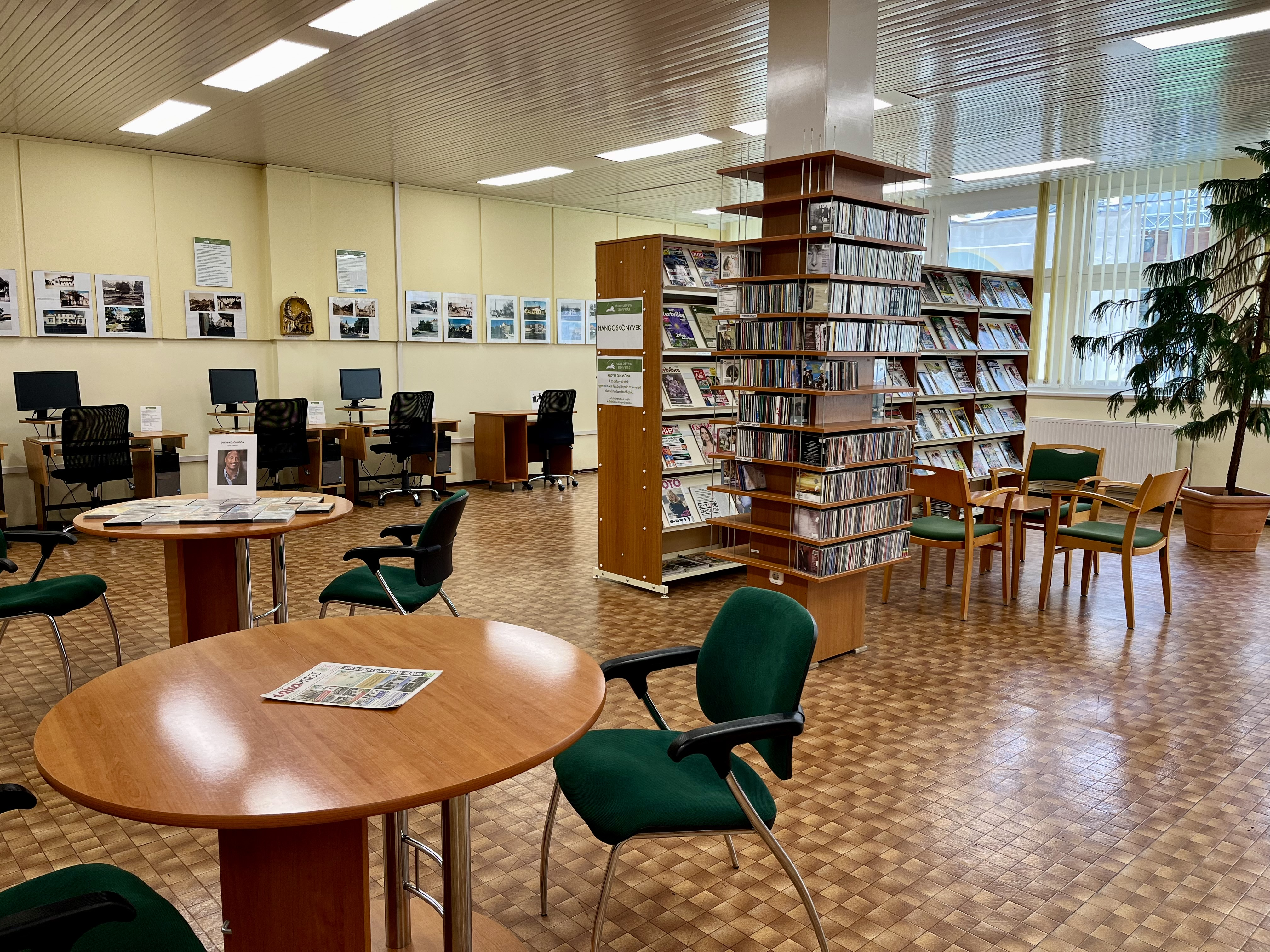
A Huszár Gál Városi Könyvtár Info-Pontja
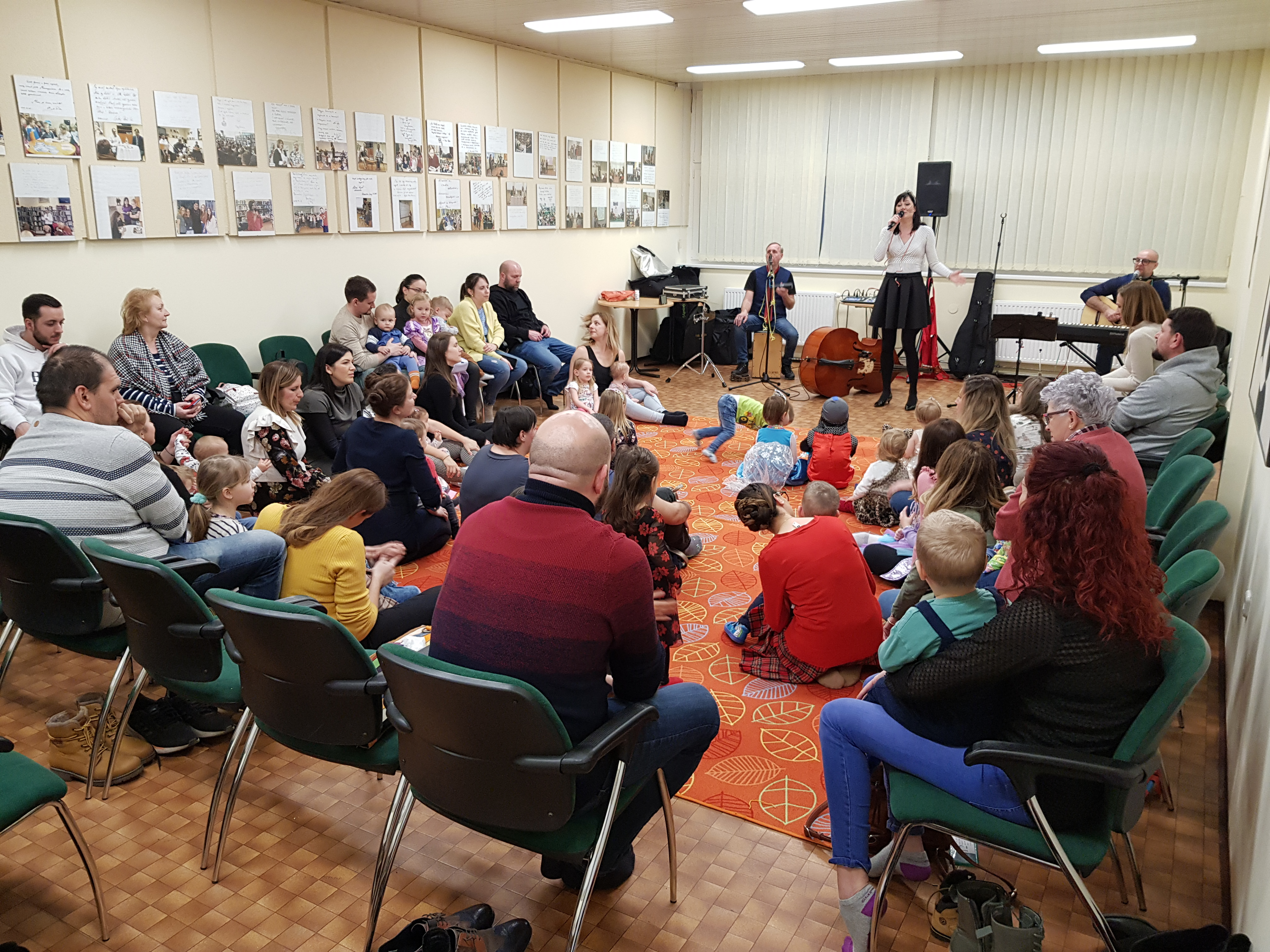
Gyermekkoncert a Huszár Gál Városi Könyvtár rendezvénytermében
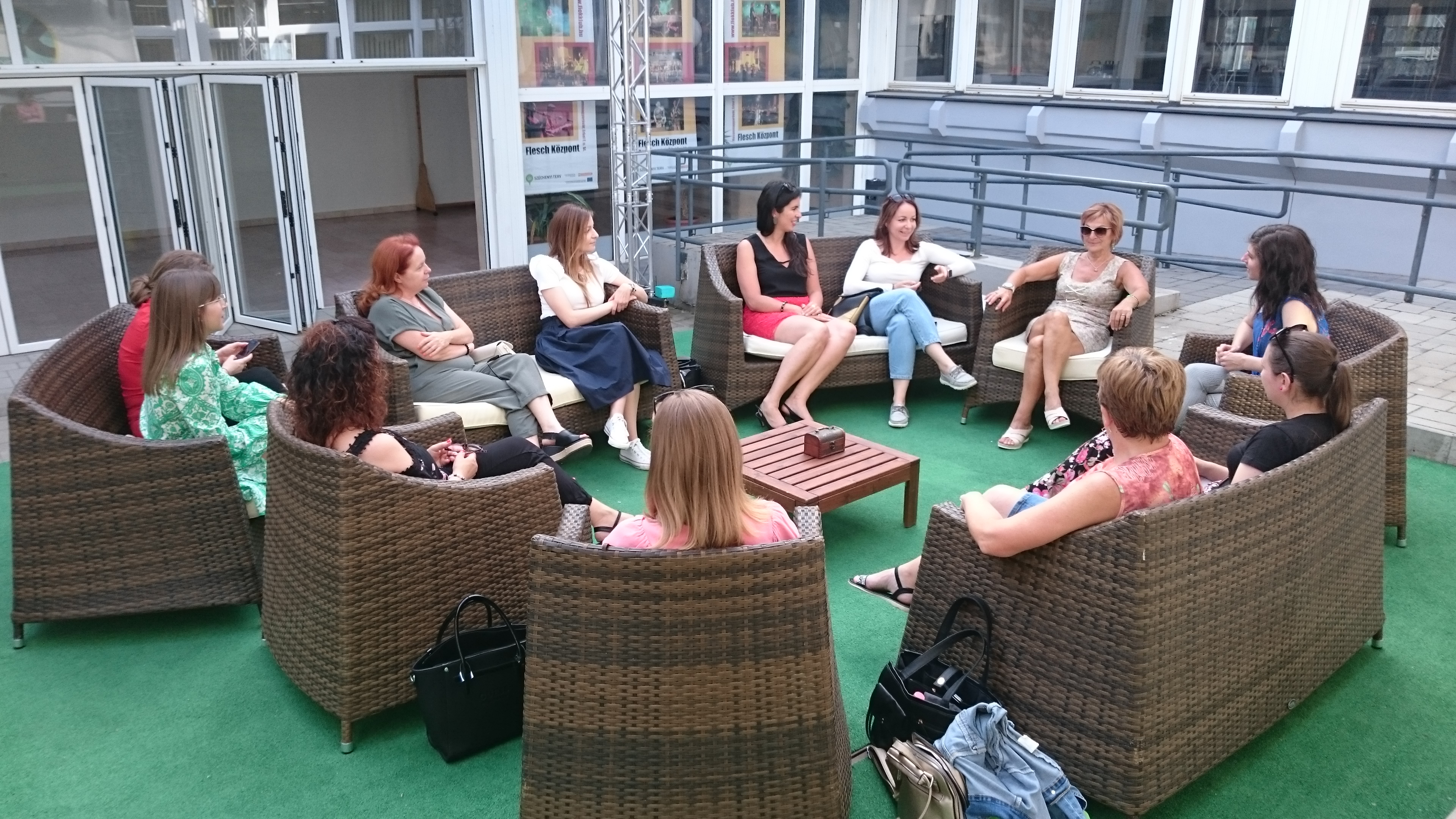
Könyvklub a Kultúrkertben